# Вечер. Красное дерево
«Вечер. Красное дерево» (нидерл. Avond. De rode boom) — картина нидерландского художника Пита Мондриана, написана в 1908—1910 годах и представляет собой живопись маслом на холсте размером 70×99 см. Картина написана художником в стиле, знаменующим собой переход в творчестве автора от ранних реалистичных полотен к более поздним абстрактным композициям. В настоящее время хранится в Муниципальном музее в Гааге.

## История создания
Лето 1908, 1909 и 1910 годов Мондриан провёл в Домбурге, где жил на вилле Ловерндале, принадлежавшей покровительнице художника — Марии Так ван Портвлит. Домбургский период в его творчестве стал поворотным. Он обозначил постепенный отказ Мондриана от реализма в картинах и переход к абстракции, как способу более точной передачи сущности увиденного. Картина «Вечер. Красное дерево» является типичным образцом переходного периода в творчестве художника.

## Описание
На картине изображено красное дерево — вероятно, плакучая ива — в ночное время. Мондриан отказался от традиционных для реализма принципов цвета и формы. Использованные им яркие алый и кобальтовый цвета указывают на влияние постимпрессионизма и творчества его земляков, Торопа и Ван Гога. Мондриан посетил ретроспективу Винсента Ван Гога в 1905 году и черпал вдохновение в нетрадиционном использовании Ван Гогом чистых цветов и жестовых мазков. Ограниченное красным и синим, «Красное дерево» представляет собой движение Мондриана к ненатуралистическим цветам. Он считал, что невозможно воспроизвести цвета природы на холсте, и поэтому обратился к чистому цвету, чтобы по-другому выразить красоту природы. Мондриан использовал цвет для создания пространственного контраста и формирования изображения, которое не только описывает сцену, но и несет в себе символический подтекст, вызывая воспоминания. Это видно по интенсивному и выразительному контрасту красного цвета, резко выделяющегося на фоне удаляющегося синего.